# 陈新海
陈新海（1929年—），男，浙江东阳人，中国飞行器导航控制系统专家，曾任西北工业大学教授、博士生导师。